# Practically Yours
Practically Yours (bra: Adorável Engano) é um filme estadunidense de 1944, do gênero comédia romântica maluca, dirigido por Mitchell Leisen, e estrelado por Claudette Colbert e Fred MacMurray. O roteiro de Norman Krasna foi baseado em uma história escrita por ele mesmo.
A trama retrata a história de um piloto da Segunda Guerra Mundial, que ao ser dado como morto, tem suas últimas palavras erroneamente citadas como uma declaração de amor para sua colega de trabalho, obrigando-o a manter a farsa quando retorna para casa vivo. Este foi o quinto dos sete filmes que Colbert e MacMurray coestrelaram juntos.

## Sinopse
Durante a Segunda Guerra Mundial, o piloto estadunidense Daniel Bellamy (Fred MacMurray), após bombardear um porta-aviões japonês, é declarado morto. Filmagens do acidente e suas supostas últimas palavras, lembrando um passeio no parque com seu cachorro "Piggy" e um beijo em seu nariz, são enviadas para casa. Um erro tipográfico na transcrição dessas palavras altera o nome do cachorro para Peggy (Claudette Colbert), o nome de uma colega de trabalho, tornando-a o suposto amor secreto do rapaz. Após retornar vivo, para evitar constrangimentos, Daniel decide manter a farsa, mesmo que isso signifique esconder que ele estava falando sobre seu cachorro.

## Elenco
- Claudette Colbert como Peggy Martin
- Fred MacMurray como Daniel Bellamy
- Gil Lamb como Albert W. Beagell
- Cecil Kellaway como Marvin P. Meglin
- Robert Benchley como Juiz Robert Simpson
- Jane Frazee como Atriz de Musical
- Mikhail Rasumny como LaCrosse
- Tom Powers como Comandante Harry Harpe
- Rosemary DeCamp como Ellen Macy
- Isabel Randolph como Sra. Meglin
- Rommie como Piggy

## Produção
O filme foi baseado em uma história original de Norman Krasna. Ele havia escrito um filme chamado "Bachelor Party", produzido por Buddy G. DeSylva, que mais tarde tornou-se chefe de produção da Paramount Pictures. Em setembro de 1943, a Paramount comprou os direitos de "Practically Yours" de Krasna. Ele desenvolveu a história durante seu tempo livre enquanto prestava serviço nas forças armadas em Los Angeles.
Em dezembro de 1943, a Paramount divulgou a produção com Fred MacMurray e Paulette Goddard nos papéis principais, George Marshall como diretor e Harry Tugend como produtor. Contudo, em janeiro de 1944, Goddard partiu para uma turnê em um acampamento militar e foi substituída por Claudette Colbert. Mitchell Leisen assumiu a direção, e as filmagens foram iniciadas em janeiro de 1944.
A produção marcou o último trabalho cinematográfico de Colbert e MacMurray como atores contratados da Paramount.

## Recepção
Philip K. Scheuer, em sua crítica para o Los Angeles Times, afirmou que o filme "talvez ... não seja exatamente de grande porte, mas tem a aparência".
Bosley Crowther, em sua crítica para o The New York Times, chamou o filme de "uma comédia estranhamente insensível," mas com "contornos feios de uma piada incrivelmente cruel e desumana". Crowther sentiu desconforto com a premissa do filme, dada a situação do mundo em guerra na época, escrevendo: "[A] provocação com lágrimas de crocodilo que Norman Krasna utilizou para a trama é decididamente insípida e indigna. Este não é o momento certo para fazer piadas sobre o luto".

## Adaptações para a rádio
Em 27 de agosto de 1945, o filme foi apresentado no Lux Radio Theatre. Colbert reprisou seu papel, com Ray Milland coestrelando. Em 3 de dezembro de 1952, a produção foi apresentada novamente na Broadway Playhouse. A adaptação de 30 minutos foi estrelada por Gloria DeHaven.